# Фібрилярні білки

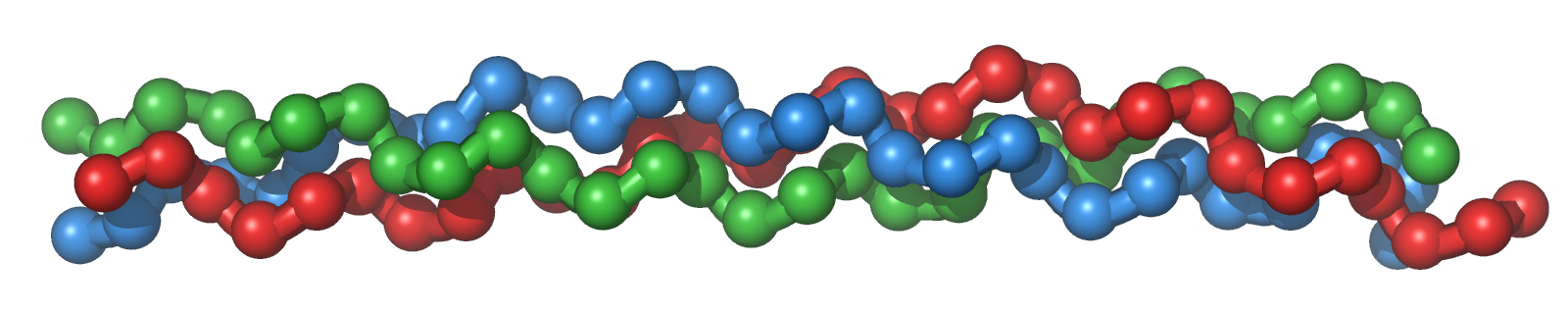
Потрійна спіраль тропоколагену.

Фібриля́рні білки́ — білки, утворені поліпептидними ланцюгами, розташованими паралельно один одному уздовж однієї осі, створюючі довгі волокна (філаменти) або шари.
Фібрилярні білки зазвичай є інертними структурними або запасними білками. Найчастіше вони нерозчинні в воді, та утримуються разом за допомогою гідрофобних взаємодій завдяки гідрофобним бічним ланцюгам амінокислот на зовнішньому боці молекули. Послідовності амінокислоти, з яких вони зроблені, часто мають невелике число з багатьма повторами. Вони можуть формувати незвичайні вторинні структури, наприклад потрійну спіраль колагену. Ці білки часто містять перехресні зв'язки між ланцюгами, наприклад дисульфідні зв'язки між ланцюгами кератину.
За функцією, фібрилярні білки найчастіше є компонентами цитоскелету (проміжні філаменти еукаріотів, кресцентин бактерій) або позаклітинної матриці, причому часто гомологічні білки (наприклад, кератини) знайдені в обох типах структур. В позаклітинній матриці ці білки забезпечують жорсткість тканини, наприклад на частку кератину припадає майже вся суха вага волосся, вовни, рогів, копит, ногтей, луски, пір'я, тоді як колаген — основний білок сухожиллів, хрящів, фіброїн — білок шовку.